# Saint-Martin-d'Uriage
Saint-Martin-d'Uriage är en kommun i departementet Isère i regionen Auvergne-Rhône-Alpes i sydöstra Frankrike. Kommunen ligger i kantonen Domène som tillhör arrondissementet Grenoble. År 2022 hade Saint-Martin-d'Uriage 5 512 invånare.

## Befolkningsutveckling
Antalet invånare i kommunen Saint-Martin-d'Uriage
Referens:INSEE